# Metilació
La metilació en química orgànica denota l'addició d'un grup metil a un substrat químic o la substitució d'un àtom o un grup per un grup metil. La metilació química és una forma d'alquilació amb un grup metil més que no pas amb una cadena de carboni més grossa reemplaçant un àtom d'hidrogen. Aquests termes es fan servir de manera comuna en química, bioquímica, edafologia i les ciències biològiques.
En els sistemes biològics la metilació és catalitzada per enzims; de tal manera la metilació pot estar involucrada en la modificació de metalls pesants, la regulació de l'expressió genètica, la regulació de proteïnes i el metabolisme de l'ARN. La metilació dels metalls pesants pot ocórrer també fora dels sistemes biològics. La metilació química de mostres de teixits també és un mètode de reduir certs artefactes histològics.

## Metilació biològica
La metilació que contribueix a l'herència epigenètica pot ocórrer ja sigui amb la metilació de l'ADN o amb la metilació de les proteïnes. La metilació de l'ADN en vertebrats típicament ocorre en el llocs CpGs. Aquesta metilació dona com a resultat la conversió de la citosina a 5-metilcitosina.
La metilació de les proteïnes típicament té lloc en els residus de la seqüència d'aminoàcids arginina o lisina. L'arginina pot ser metilada una vegada (arginina monometilada) o dues. La lisina pot ser metilada una, dues o tres vegades per metiltransferases de la lisina.
En el desenvolupament de l'embrió els seus genomes es desmetilitzen i després hi ha una nova metilació.
.
El procés de desmitilació/remetilació s'anomena reprogramació.
En el càncer s'està estudiant la metilació, la neoplàsia es caracteritza per un desequilibri en la metilació.